# Ivar Stjärnmark
Ivar Karl Johan Stjärnmark, född 23 oktober 1897 i Stockholm, död där 12 april 1971, var en svensk båtbyggare och målare. 
Han var son till källarmästaren John August Stjärnmark och hans maka född Löfbom. Stjärnmark studerade dekorationsmålning för Filip Månsson 1914–1915 och måleri vid Fetcós Skola för Bildande Konst i Stockholm samt genom självstudier under resor till Norge, USA, Bulgarien och Ungern. Tillsammans med de bulgariska konstnärerna Ratschef och Kareneschef ställde han ut i Bromma 1949 och har därefter ställt ut separat på ett flertal platser i landet bland annat Hallstavik och Härnösand. Han medverkade i en större samlingsutställning i Kungshallen i Stockholm 1952. Hans konst består av landskapsskildringar från den svenska östkusten. 